# Breaking Dawn
Breaking Dawn è il 4º romanzo della Saga di Twilight di Stephenie Meyer, pubblicato il 2 agosto 2008 negli Stati Uniti ed il 30 ottobre in Italia.
A differenza dei precedenti romanzi della serie di Twilight, Breaking Dawn è diviso in tre parti denominate rispettivamente libro primo, libro secondo e libro terzo. La sezione libro secondo racconta una parte della storia dal punto di vista di Jacob Black e non dal punto di vista di Bella Swan.
Come affermato dalla stessa Meyer, questo libro è ispirato a Sogno di una notte di mezza estate e Il mercante di Venezia, due opere teatrali di Shakespeare.

## Trama

### Libro primo
Edward e Bella si sposano con una cerimonia organizzata da Alice a casa dei Cullen. Durante i festeggiamenti, si presenta Jacob Black, che non ha apprezzato la decisione di Bella riguardo al matrimonio, manifestando inoltre il suo disaccordo sulla futura trasformazione in vampiro di Bella. Dopo una discussione tra Bella e Jacob, i due sposi partono per la luna di miele. La loro destinazione è l'Isola Esme che si trova al largo della costa del Brasile.
Edward soddisfa il desiderio di Bella di fare l'amore con lui mentre è ancora umana. Infatti il vampiro ha sempre espresso il suo disappunto nel concedersi a causa della sua forza, che avrebbe potuto ferirla o ucciderla, o del suo autocontrollo, che avrebbe potuto rischiare di venire meno. Il giorno successivo si rendono conto che la perdita del controllo da parte di Edward durante la notte ha lasciato segni su tutto il corpo della ragazza, anche se lei non sembra tenerne conto; per questo motivo Edward decide che altri rapporti sarebbero stati rimandati a dopo la trasformazione della moglie. Nonostante il dissenso del vampiro, Bella pretende altri rapporti ed egli cede con risultati migliori.
Dopo qualche giorno, Bella si rende conto di avere un ritardo del suo ciclo mestruale e dopo una telefonata di Carlisle, ha la conferma di essere rimasta incinta. Edward è sconvolto dalla notizia, perché pensa che il bambino che crescerà nel corpo di Bella possa provocarle dei danni, causando probabilmente la morte di entrambi. Decide quindi di tornare a Forks, pronto a sistemare la situazione con l'aiuto della sua famiglia. Ma Bella non ha intenzione di rinunciare alla gravidanza e contatta Rosalie per farsi aiutare.

### Libro secondo
Carlisle avverte Charlie del ritorno di sua figlia, ma come scusa per non farli incontrare gli dice che ha contratto una malattia in Sud America e che dovrà rimanere a casa dei Cullen in quarantena. La notizia giunge a Jacob che invece è convinto che questo allontanamento sia dovuto all'avvenuta trasformazione di Bella in vampira. Sam Uley, il maschio alfa del branco di licantropi di cui fa parte anche Jacob, avverte il ragazzo e tutti gli altri che non ci saranno ritorsioni nei confronti dei Cullen. Jacob decide di agire da solo, si reca a casa dei Cullen e scopre che Bella è incinta di Edward. Il vampiro inoltre avverte Jacob sulle conseguenze di questa pericolosa gravidanza che oltretutto avanza a velocità sostenuta.
Jacob viene a conoscenza della decisione di Bella di tenere il bambino nonostante la faccia stare male, facendole rifiutare il cibo e costringendo il suo corpo a dolorosi cambiamenti a causa della forza sovrumana del feto. Nonostante l'esperienza di Carlisle come medico, la situazione risulta delicata, non essendoci documentazioni adeguate su altri casi analoghi a quello che stanno vivendo. Jacob informa il branco della gravidanza di Bella e Sam decide di ucciderla con il suo nascituro. Jacob non è d'accordo e per fermarlo rivendica la sua posizione ereditaria di maschio alfa, lasciando il branco di Sam. Si uniscono a lui Seth e Leah Clearwater e insieme formano un nuovo branco. Questo distacco blocca la telepatia con il branco abbandonato.
I tre licantropi controllano il territorio intorno alla casa dei Cullen per evitare l'intervento del branco di Sam.
Il feto vampirico si sviluppa molto velocemente e la salute di Bella peggiora. Il suo corpo comincia ad avere i primi segni di cedimento, che si manifestano in costole rotte e dimagrimento notevole, dato che il suo corpo rifiuta il cibo umano.
Grazie ad un'intuizione di Jacob, i Cullen provano a nutrire Bella con del sangue umano e scoprono così l'unico modo per alimentare la ragazza. Tra i Cullen e il branco di Jacob si forma una tregua perché quest'ultimo ha deciso di difendere i Cullen dall'attacco di Sam Uley, e perché Jacob sembra che riesca ad alleviare la sofferenza di Bella. Durante la gravidanza Edward percepisce i pensieri del bambino. Questo avvenimento gli fa provare amore verso suo figlio e gli fa cambiare idea nei suoi confronti. Egli scopre che ha già consapevolezza propria e vuole già bene a Bella e che sta evitando di muoversi il più possibile per non fare male a Bella che è sua madre.
Dopo circa un mese Bella entra in un travaglio difficile e non essendoci Carlisle ad assisterla, Edward, con l'aiuto di Jacob, riesce a far nascere una bambina. Bella è in fin di vita ed Edward decide di intervenire iniettandole il suo veleno direttamente nel cuore e mordendola in vari punti del corpo, avviando così la sua trasformazione in vampiro. Su consiglio di Carlisle inietta in Bella grosse dosi di morfina, per fare in modo che la trasformazione sia meno dolorosa. Jacob lascia la stanza per uccidere la neonata, ritenendola responsabile della presunta morte di Bella, ma appena la vede subisce l'imprinting.

### Libro terzo
Dopo circa tre giorni di agonia la trasformazione di Bella appare completa. Al suo risveglio trova la famiglia Cullen ad attenderla e si rende conto dei cambiamenti subìti dal suo corpo. I Cullen avvertono Bella della sua forza superiore che durerà per alcuni mesi e sulla sua imprevedibile reazione al sangue umano. Tuttavia Bella riesce a dimostrare un notevole autocontrollo. Manifesta il desiderio di poter vedere sua figlia che ha chiamato Renesmee ma dal momento che la bambina è in parte umana questo desiderio non le viene concesso per tenere Renesmee al sicuro.
Dopo essersi resa conto del cambiamento anche fisicamente, Bella viene accompagnata da Edward nella sua prima caccia dove s'imbatte nella scia di un essere umano, ma riesce a controllare la sua sete. Al loro rientro, le viene concesso di vedere sua figlia e Bella si rende conto che Renesmee cresce a vista d'occhio. Inoltre viene a conoscenza del dono mentale che possiede la bambina: infatti Renesmee riesce a trasmettere i suoi pensieri attraverso il tatto, una sorta di capovolgimento del potere di suo padre. Viene anche a conoscenza dell'imprinting di Jacob. Fraintendendo il significato di tutto ciò, furiosa e gelosa, lo attacca, ma per errore ferisce Seth e per questo si calma.
I due sposi ricevono in dono dai Cullen un cottage. Hanno rapporti intimi per la prima volta dopo la trasformazione di Bella trovando finalmente un equilibrio. Intanto Renesmee cresce sempre più velocemente tanto da dimostrare l'età di due anni a pochi mesi dalla nascita. L'imprinting subìto da Jacob crea una tregua tra i Quileute e i Cullen.
Durante una battuta di caccia nei boschi, la bambina viene notata da Irina e credendola una bambina immortale, ossia un bambino trasformato in vampiro, pratica vietata tra i vampiri, informa i Volturi. Una visione di Alice avverte i Cullen che presto i Volturi li raggiungeranno per sapere la verità su Renesmee. I Cullen cercano un modo per informare i Volturi dell'errore di Irina e decidono di procurarsi una schiera di testimoni. Rispondono all'appello di Carlisle diversi vampiri tra i quali il Clan di Denali, il Clan irlandese e il Clan Egizio. I vampiri vengono ospitati a casa dei Cullen e durante i preparativi per affrontare l'arrivo dei Volturi, Alice e Jasper lasciano la famiglia senza dare spiegazioni. L'unico indizio della loro partenza viene lasciato a Bella, poiché Aro non può leggere la sua mente, e la ragazza comincia ad indagare su questa decisione, scoprendo che Alice le ha lasciato un messaggio su una pagina de Il mercante di Venezia; seguendone le tracce trova così l'indirizzo di un avvocato che può falsificare documenti. Questi, secondo il piano di Alice, consegna a Bella documenti per Jacob e Renesmee nel caso in cui si arrivi a uno scontro con i Volturi, così da permettere ai due di scappare e mettersi in salvo.
Durante un'esercitazione con Kate, Bella scopre - come Alice già sapeva - di possedere un potere di schermatura dai poteri mentali degli altri vampiri e si allena per estenderlo il più possibile. Dopo qualche tempo i Volturi arrivano con tutta la guardia al completo e durante l'incontro, i Cullen e i vampiri testimoni vengono affiancati dai licantropi. Dopo aver argomentato con Carlisle, Aro si rende conto che Irina si era sbagliata e Caius la uccide davanti a tutti. Nonostante questa verità però, i Volturi valutano il pericolo di lasciare Renesmee in vita e decidono di mettere ai voti un eventuale scontro. Durante questa pausa Alec e Jane provano a destabilizzare gli avversari con i loro poteri mentali ma Bella estende il suo schermo tenendo tutti al sicuro. Mentre Aro, Caius e Marcus si rendono conto di avere a che fare con avversari tenaci, Alice e Jasper fanno il loro ritorno con Huilen e Nahuel, quest'ultimo un ibrido come Renesmee, il quale però ha raggiunto una maturità fisica da un centinaio d'anni. La prova che la bambina non rappresenta un pericolo è ormai assodata; Aro decide di lasciar perdere, anche perché sarebbe stato troppo pericoloso per loro una battaglia ad armi pari, e i Volturi si ritirano.
Dopo aver fatto ritorno a casa Bella permette ad Edward di entrare finalmente nei suoi pensieri essendo in grado di "spostare" il suo scudo mentale.

## Copertina
Entrambi i pezzi degli scacchi della copertina di Breaking Dawn rappresentano Bella: mostrano il suo passaggio da pedone, il pezzo di minor importanza nel gioco, a regina, nel corso della saga. La scacchiera è importante: allude alla risoluzione di Breaking Dawn, dove lo scontro con i Volturi non si gioca sul piano fisico ma su quello dell'ingegno e della strategia.

## Opere derivate
Stephenie Meyer ha affermato nella FAQ su Breaking Dawn nel suo sito che il film sarebbe stato composto da due parti, dato che il libro era troppo lungo per rientrare in 90 minuti. Ha aggiunto che, a causa del personaggio di Renesmee (una bambina che anche da molto piccola possiede una coscienza quasi adulta), sarebbe stato improbabile riuscire a trovare un'attrice adatta e ha espresso scetticismo sulla possibilità di creare a computer un umano che potesse sembrare vero. Tuttavia, la neonata è effettivamente stata realizzata al computer, mentre la bambina già cresciuta è stata interpretata da Mackenzie Foy, mentre da adolescente da Christie Burke.
Nell'aprile del 2010 sul sito ufficiale della scrittrice è apparsa una dichiarazione stampa della Summit Entertainment in cui si conferma che il film sarebbe stato realizzato e che la regia sarebbe stata affidata a Bill Condon. Il film è stato diviso in due parti, in uscita rispettivamente nel 2011 e 2012..
Il 16 novembre 2011 in Italia è uscito The Twilight Saga: Breaking Dawn - Parte 1. Il 14 novembre 2012 in Italia è uscito The Twilight Saga: Breaking Dawn - Parte 2.

## Edizioni
- Stephenie Meyer, Breaking Dawn, traduzione di Luca Fusari, collana Lain, Fazi Editore, 2008,  p. 768, ISBN 978-88-7625-044-6.